# Bosque de Noruega
El gato de bosque de Noruega (en noruego: norsk skogkatt o norsk skaukaes) es una raza de gato endémica de los países escandinavos. Actualmente tiene gran popularidad como felino doméstico en hogares de toda Europa.

## Historia
Su origen exacto se desconoce. Se cree que es el resultado de la mezcla entre gatos prehistóricos de pelo corto del sur de Europa que migraron a los países escandinavos y otros gatos de pelo largo procedentes de Oriente Medio. Aunque hay muchas otras conjeturas al respecto. 
Todo parece indicar que los gatos de bosque de Noruega son relativamente antiguos, a pesar de que se han vuelto populares hace bastante poco. Ya en la mitología nórdica se encuentran referencia a ellos. El carruaje de la diosa Freya estaba tirado por gatos blancos de esta raza. La leyenda cuenta que el dios Thor, el más fuerte de todos los dioses, no pudo levantar el carruaje de la diosa. Otros cuentos populares aseguran que los vikingos viajaban con gatos endémicos de su zona, presumiblemente de esta raza, para controlar plagas de roedores en sus barcas. Aunque la fuente histórica más plausible la tenemos en los documentos de Peter Friis, sacerdote danés que vivía en Noruega y que en el año 1599 clasificó en tres tipos distintos al lince noruego: lobo-lince, zorro-lince y finalmente el gato-lince. Hoy, gracias a sus descripciones, se sabe que el gato-lince no es otro que el gato de bosque de Noruega.

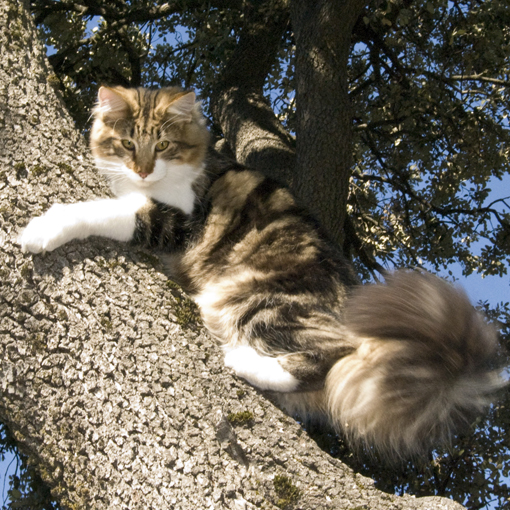
Ejemplar de gato de bosque de Noruega.

En 1976, la FIFe reconoce la raza, utilizando como modelo a Pans Truls, el gato de bosque de Noruega más famoso de todos los tiempos. La popularidad de la raza creció en buena medida cuando el rey Olav de Noruega la proclamó "mascota nacional". Posteriormente, otras asociaciones felinas también la reconocieron como raza y, aunque elaboraron sus propios estándares, las diferencias entre ellos no son excluyentes.
Al principio, la exportación de ejemplares de la raza estaba muy restringida. Hasta 1990 se incorporaron gatos salvajes a los criaderos. La prohibición fue una medida polémica. Sus defensores cree que ya no hay peligro de consanguinidad, mientras que sus opositores creen que se pueden perder algunos rasgos propios de la raza.

## Estándar del gato de bosque de Noruega según FIFe

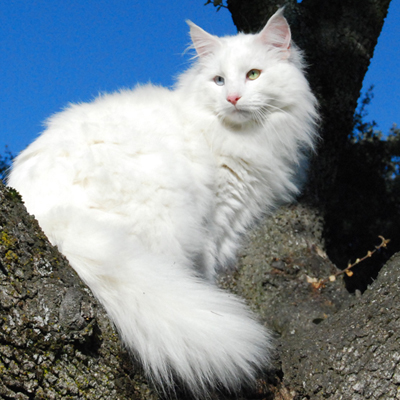
Ejemplar de macho adulto ganador de varias exposiciones.

- General: gato de tamaño grande.
- Cabeza: forma triangular con todos los lados iguales. Al mirarla de perfil presenta una buena altura. Frente ligeramente redondeada. Perfil largo y recto sin rupturas en su línea (sin stop). Mentón firme.
- Orejas: grandes y amplias en la base. Se desea que tengan penachos de lince en las puntas y mechones de pelo emergiendo de las orejas. Su emplazamiento debe ser alto y abierto, de forma que la línea exterior de las orejas siga la de la cabeza hasta el mentón.
- Ojos: grandes y almendrados, bien abiertos, ligeramente oblicuos. Expresión de alerta. Todos los colores están permitidos, independientemente del color de su manto.
- Cuerpo: largo, fornido; estructura ósea sólida.
- Patas: fuertes y largas. Las patas traseras más altas que las delanteras. Plantas grandes y redondeadas, en proporción con las patas.
- Cola: larga y tupida. Debe llegar como mínimo al omoplato pero preferiblemente hasta el cuello.
- Manto: semilargo. El subpelo lanoso está cubierto por una capa de pelo externo impermeable y brillante. Todos los colores de manto son posibles, así como cualquier cantidad de blanco en ellos. Se exceptúan los patrones pointed, chocolate, lila, cinnamon y fawn. Actualmente se reconoce el color ámbar.
- Apuntes
  - Debe tenerse en cuenta la lenta maduración de la raza.
  - El macho maduro o adulto puede tener la cabeza más ancha que la hembra.
  - En lo referente al manto, se evaluará solamente su textura y calidad, ya que el largo y la densidad del pelaje variarán con las estaciones. Los cachorros desarrollarán pelos de guarda a partir de los 6 meses.
- Defectos
  - Gatos con constitución pequeña y delgada.
  - Cabeza redonda o cuadrada.
  - Perfil con stop.
  - Orejas pequeñas ubicadas muy separadas o muy juntas.
  - Cola corta
  - Patas cortas y delgadas.
  - Manto muy seco, muy sedoso o con nudos.

## Escala de puntos según FIFe
- Total: 100 puntos 

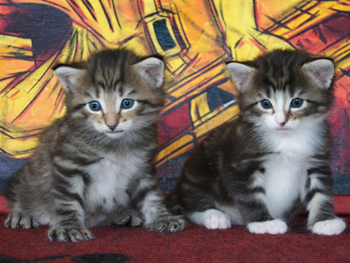
Gatitos con 4 semanas.

  - Cabeza: 20 puntos (forma en general, casco, nariz, perfil, mandíbula, dientes y mentón).
  - Orejas: 10 puntos (forma, tamaño y emplazamiento).
  - Ojos: 5 puntos (forma y expresión)
  - Cuerpo: 25 ptos (forma, tamaño, estructura ósea, patas y garras).
  - Cola: 10 puntos (forma y longitud)
  - Manto: 25 puntos (calidad y textura)
  - Condición: 5 puntos (presentación del gato).

## EMS-Code
El EMS-Code es un sistema utilizado por FIFe para identificar a los gatos. De esta manera, con una simple composición de letras mayúsculas, minúsculas y números se puede saber la raza, el color y el dibujo de un gato.
A los gatos de bosque de Noruega se les ha reservado las siglas NFO, seguidamente aparecería una letra en minúscula que nos diría el color y posteriormente pueden observarse entre 0 y 4 dígitos que indican tipo de dibujo o patrón y cantidad de blanco en el cuerpo en el caso de que tuviese.
Otra razas incluyen números que describen el color de ojos, el tipo de cola y orejas, etc., pero no es el caso de los gatos de bosque de Noruega. 
Las siglas de los colores permitidos en los Bosque de Noruega: 
a (azul), d (rojo), e (crema), f (tortuga negra), g (tortuga azul), n (negro), s (silver), w (blanco), nt (ámbar), at (ámbar claro).
Las cantidades de blanco se reflejan de la siguiente manera: 
- 01 Van (significa que más del 75 % del cuerpo es blanco).
- 02 Arlequín (significa que entre el 50 - 75 % del cuerpo es blanco).
- 03 Bicolor (significa que entre el 25 - 50 % del cuerpo es blanco).
- 09 No especificado (significa que menos del 25 % del cuerpo es blanco).

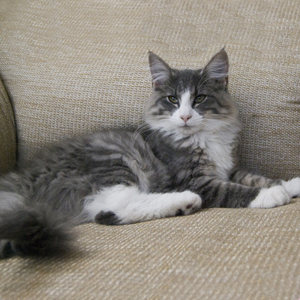
Cachorra hembra NFO a 09 24.

Para entender los dibujos y patrones hay que saber que existen gatos sólido y gatos tabbys. Comúnmente, se puede decir que los gatos sólidos son aquellos cuyo color es homogéneo y uniforme, y los tabby los que suelen llamarse "atigrados".
Los dibujos o patrones en noruegos son: 
- (-) Si no aparece nada es que es un gato sólido o no tabby.
- 21 Tabby sin especificar (indica que el gato es tabby, pero que no se puede determinar qué dibujo forma).
- 22 Blotched (forma dibujos parecidos a las alas de las mariposas).
- 23 Mackerel (atigrado)
- 24 Spotted (se distinguen motas circulares de distintos tamaños).
- 25 Ticked (punteado)

A la derecha se observa una gata cuyo EMS Code es NFO a 09 24, pero aún sin verla, automáticamente se sabe que es una gata de bosque de Noruega azul tabby moteada y blanca.

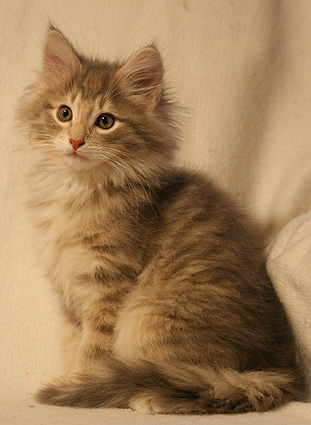
Cría de gato de bosque de Noruega de color ámbar.

## Color ámbar
El ámbar es un color completamente propio del gato de bosque de Noruega, fruto de una mutación genética relativamente reciente. Aparece por primera vez en el año 1992. La característica principal de este nuevo color es su variabilidad en el tiempo, ya que evoluciona a lo largo de la vida del gato, pudiendo pasar desde negro hasta rojo, abarcando múltiples matices.

## Cría de gatos de bosque de Noruega
La popularidad de esta raza se ha incrementado muy rápidamente en los últimos años por toda Europa, por su aspecto físico y carácter afable. A la hora de buscar un criador adecuado, se han de tener en cuenta, sobre todo, las condiciones en las que se ha criado al animal, ya que repercutirán en su futura salud y carácter.